# میدان گازی هنگام

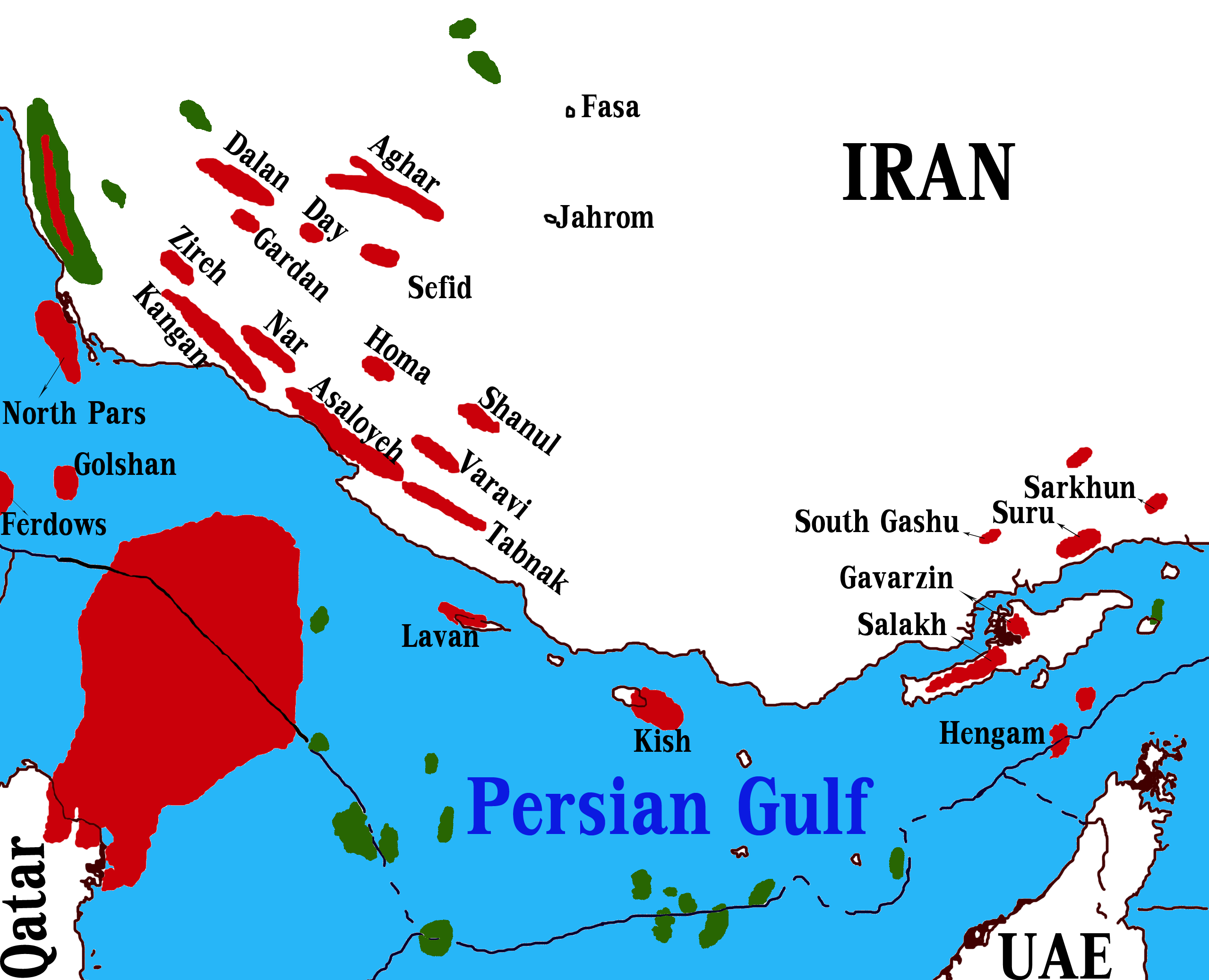
میدان‌های گازی ایران

میدان گازی هنگام، در استان هرمزگان و در تنگه هرمز و در ۲۰ کیلومتری جنوب جزیره قشم قرار دارد.
میدان هنگام بین ایران و عمان مشترک است و مطالعات و حفاری انجام شده در مخزن این میدان، در محدوده عمان نشان می‌دهد که به دلیل شیب این مخزن در این محدوده، منابع هیدروکربوری وجود ندارد و تنها آب در این قسمت از مخزن جمع شده‌است.
میدان هنگام در گذشته از نظر وجود منابع هیدرو کربوری به ویژه گاز و میعانات گازی قابل توجه، شناخته شده بود.
میدان گازی هنگام، که در گذشته به نام HE-E1 شناخته می‌شد، توسط شرکت سوفیران، در سال ۱۳۵۴ کشف شد. گاز درجایی برابر با حجم ۵/۲۲ میلیارد متر مکعب در سازندهای ایلام و سروک،این میدان وجود دارد. مذاکره‌های عمان و ایران برای توسعه مشترک میدان هنگام، از ۱۳ سال گذشته، تاکنون ادامه داشته‌است! که به دلایل مختلف به نتیجه نرسیده و مسائلی دربارهٔ نحوه تولید، سهم هر یک از میدان، همچنین مسائل حقوقی برای توسعه با مشارکت خارجی‌ها مطرح بوده‌است.
میدان گازی هنگام-ابوخای غربی، در مرز ایران و عمان، که اشتراک عمان را در این میدان ثابت می‌کرد، در سال ۱۳۷۶ با حفر چاه شماره یک (اچ.ایی.وان)، در آب‌های ایران کشف شد.
گاز تولیدی این میدان، با خط لوله‌ای دریایی، به طول ۴۰ کیلومتر به جزیره قشم و نفت تولیدی آن نیز، به جزیره قشم و به تأسیسات تفکیک گر انتقال می‌یابد و نفت تفکیکی، با خط لوله‌ای به طول ۲۵ کیلومتر، به خط لوله ۱۱۲ کیلومتری انتقال نفت، به سیری منتقل می‌شود.

## طرح مطالعاتی میدان گازی هنگام
طرح مطالعاتی این میدان گازی، به منظور بررسی امکانات توسعه آن، با انجام عملیات لرزه نگاری سه بُعدی، فراورش و تفسیر اطلاعات، همچنین حفاری ۲ حلقه چاه توصیفی، از اسفندماه سال ۱۳۸۰ آغاز شد.
عملیات لرزه نگاری میدان گازی هنگام، به وسعت ۲۰۰ کیلومترمربع انجام گرفت و با اتمام عملیات لرزه نگاری سه بُعدی این میدان گازی در ۶۵۰ کیلومترمربع، عملیات فراورش اطلاعات لرزه نگاری نیز انجام شد.
به گفته کارشناسان، جمع آوری حداکثر اطلاعات قابل تهیه، شامل : نمودارگیری، نمونه برداری و آزمایشهای مربوط از ۲ چاه توصیفی و نتایج حفاری آنها، میزان گاز درجا و قابل برداشت، همچنین بهره دهی قابل توجهی را ارائه داد، لذا می‌توان برای توسعه این میدان، اقدام کرد.
اعتبار در نظر گرفته شده، برای این طرح ۲۲ میلیون و ۴۸۹ هزار دلار بود... در طرح مطالعاتی میدان گازی هنگام یک شرکت ایرانی و ۳ شرکت غیرایرانی شرکت داشتند.

## پروژه حفاری میدان گازی هنگام
طراحی، تدارکات و حفاری پروژه و حفر یک حلقه چاه اکتشافی در میدان گازی هنگام، به منظور توسعه این میدان را شرکت مهندسی و ساختمان صنایع نفت بر عهده داشته و موافقت نامه این پروژه که دومین پروژه حفاری دریایی در خلیج فارس است، با کارفرمای این میدان، شرکت مهندسی و توسعه نفت ایران، به امضا رسید.
شرکت صنایع نفت، گاز و حفاری پرشیا، یکی از شرکت‌های زیر مجموعه شرکت مهندسی و ساختمان صنایع نفت است، که اجرای عملیات حفاری یک حلقه چاه اکتشافی در میدان هنگام را، با ارزش قراردادی بالغ بر ۲۰ میلیون دلار بر عهده داشت. [

## طرح جامع توسعه (ام.دی.پی) میدان گازی هنگام
هدف از اجرای این طرح، در گام نخست، بررسی مجدد امکان توسعه میدان گازی هنگام، شامل لرزه نگاری سه بعدی، فرآورش و تفسیر آن به عنوان نخستین گام پیش از اجرای عملیات حفاری، سپس در گام بعدی، هدف اصلی این طرح، یعنی؛ تهیه طرح جامع توسعه میدان، حفاری یک حلقه چاه توصیفی و جمع آوری حداکثر اطلاعات قابل تهیه، شامل : نمودارگیری، نمونه برداری و آزمایش‌های مربوطه، از چاه توصیفی می‌باشد.
طرح جامع توسعه (ام.دی.پی) از طرف کارفرمای این میدان، شرکت مهندسی و توسعه نفت ایران، به شرکت پتروایران واگذار شد.
بر پایه گزارش عملکرد شرکت متن، کل بودجه پیش‌بینی شده برای این طرح، ۲۷ میلیون دلار و ۶ هزار میلیون ریال بود، که بر اساس مصوبه هیئت مدیره شرکت ملی نفت ایران، به ۳۵ میلیون و ۴۱ هزار دلار و ۲۰ هزار میلیون ریال افزایش یافت. از مجموع هزینه‌های مربوط به طرح مطالعه میدان گازی هنگام، ۲۹٬۰۷ میلیون دلار مربوط به هزینه‌های شرکت پتروایران و ۳٬۰۶ میلیون دلار مربوط به هزینه‌های قبل از ارجاع کار به این شرکت بوده‌است.

## طرح توسعه میدان گازی هنگام
بر اساس مطالعات انجام شده ۸۰ درصد از میدان هنگام در آب‌های ایران قرار دارد، که این موضوع مورد قبول طرف عمانی نبوده‌است و این در حالی است که عمان توسعه میدان هنگام را به صورت مشارکت در تولید با شرکت انگلیسی اینداگو انجام داده‌است.
میدان هنگام در مرز بین‌المللی آب‌های ایران و عمان در سال ۱۹۷۲ کشف و وجود هیدروکربور در سازندهای ایلام و سروک به وسیله حفاری نخستین چاه هنگام He-l از سوی شرکت فرانسوی الف (ELF) در سال ۱۹۷۵ اثبات شد.
حفاری دو چاه بعدی در این میدان، به ترتیب به نام‌های خساب یک Khb-l در سال ۱۹۷۶ و بخاء غربی یک WB-l در سال ۱۹۸۶ در طرف عمانی حفاری شد و به ترتیب به آب و ناحیه هیدروکربوری با تراوایی کم، برخورد کرد.
...به دنبال حفر سه حلقه چاه یاد شده در میدان هنگام، یک لرزه نگاری سه بعدی جدید، در سال ۱۹۹۳ در این میدان انجام شد. سرانجام در سال ۲۰۰۶ میلادی چاه شماره دو هنگام He-2 در بخش شمالی ساختمان (طرف ایرانی) و چاه بخاء غربی دو WB-2 در بخش جنوبی ساختمان (طرف عمانی) و نزدیک مرز ایران به عنوان چاه‌های توصیفی حفر شد و وجود نفت فرار در سازندهای ایلام و سروک به اثبات رسید؛ بر این اساس ایران، چاه هنگام سه He-3 را در نقطه مقابل بخاء غربی دو WB-2 و به شکل افقی حفاری کرد...